# Impfkristall

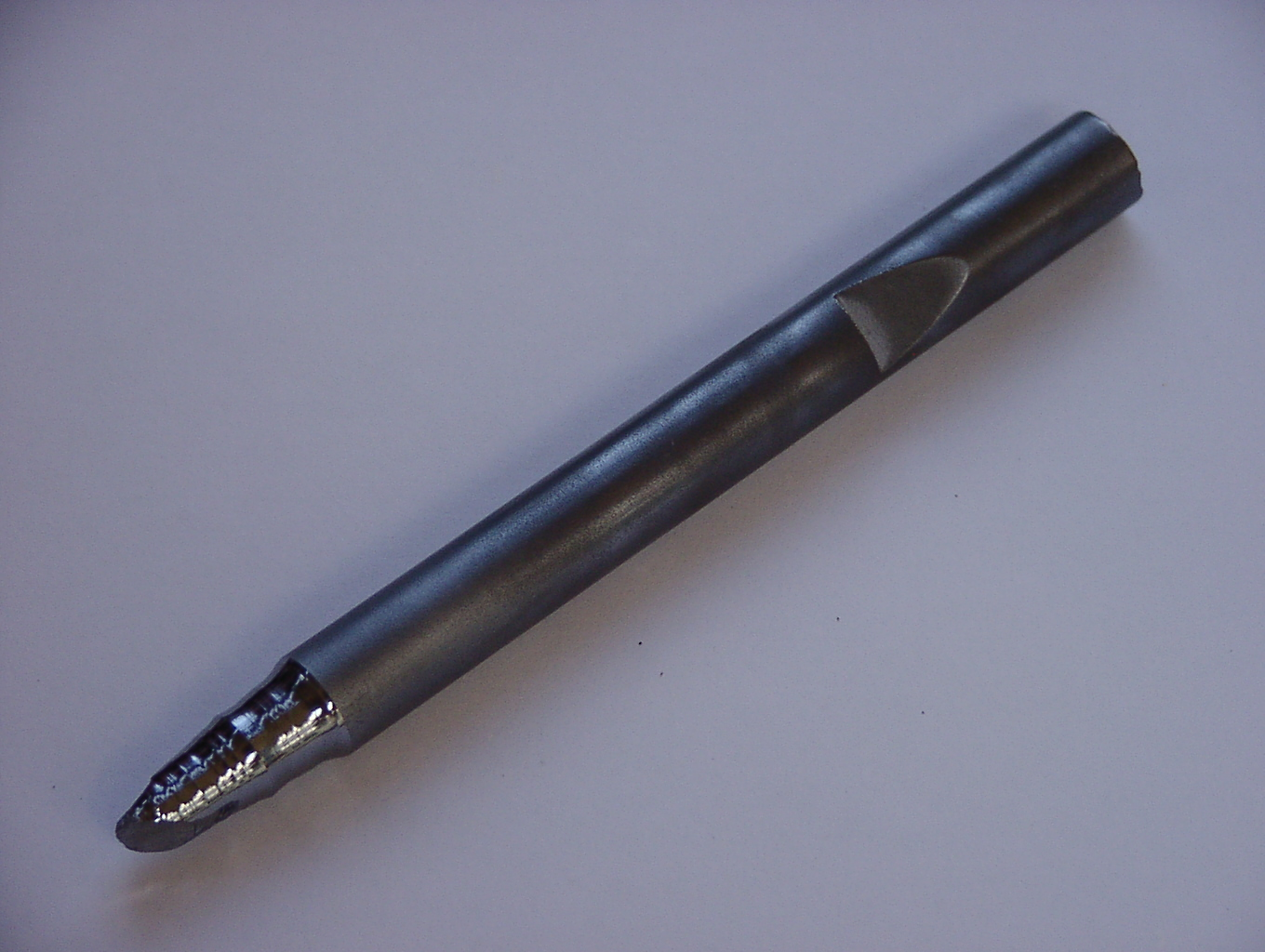
Silicium-Impfkristall für das Czochralski-Verfahren, der linke Teil wird in die Schmelze getaucht und dann herausgezogen, die Kerbe rechts dient der mechanischen Halterung

Ein Impfkristall (auch Keimkristall) ist ein Einkristall, der als Ausgangskristall für die Züchtung eines größeren Kristalls eingesetzt wird.

## Herstellung
Impfkristalle werden unter Laborbedingungen mit einheitlicher Kristallorientierung erzeugt, die auch der fertig gezüchtete Kristall besitzen soll.
Für die Züchtung von Einkristallen ist es notwendig, dass der Impfkristall kristallchemisch identisch mit dem zu gewinnenden Reinstoff ist. Bei Impflegierungen reicht es hingegen aus, wenn chemisch nahe verwandte Kristalle zum Impfen benutzt werden. Aufgrund der Kristallstruktur der Kristallorientierung ist die Form und Ausrichtung der Impfkristalle ausschlaggebend für das Aussehen der gezüchteten größeren Kristalle.

## Verwendung
Mit Hilfe von Impfkristallen kann man übersättigte Lösungen oder Schmelzen zur Kristallisation bringen. Dabei dienen die Impfkristalle als Kristallisationskeime, an denen sich Substanz aus der Lösung bzw. Schmelze abscheidet. Diesen Vorgang bezeichnet man als Animpfen (englisch seeding). Das praktische Vorgehen wird beim Czochralski-Verfahren beschrieben.
Meistens werden Impfkristalle in der Halbleiterindustrie eingesetzt, um den Einkristall für Wafer zu züchten, welche beispielsweise als Träger für Photovoltaik-Technik, Integrierte Schaltungen oder Transistoren benötigt werden.
Bei der Kristallisation von Proteinen unterscheidet man je nach Größe der Impfkristalle zwischen Micro Seeding und Macro Seeding.